# French house

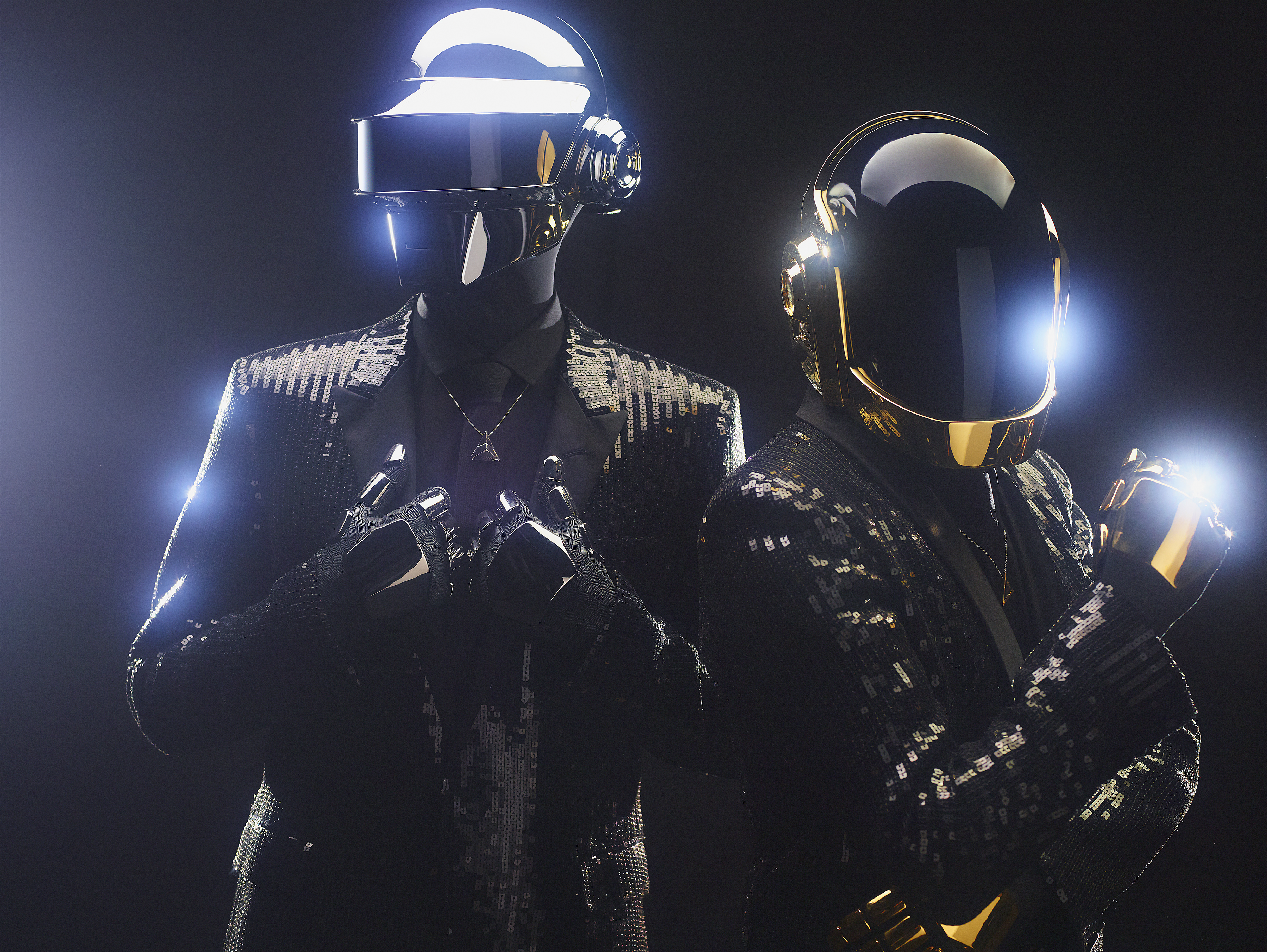
I Daft Punk nel 2013

La French house o French touch, è un genere musicale nato in Francia nella prima metà degli anni novanta e diffusosi tra la seconda metà degli anni novanta e la prima metà degli anni duemila. Solitamente indicata come sottogenere della musica house o come la sua declinazione francese, la French house è altresì conosciuta come "French Hype", "Disco house", "Neu-disco", "Filter house" o "Tekfunk".
Se, all'inizio, essa si distingueva dalla musica house classica per l'uso di samples spesso di origine funk e disco, nel corso degli anni, le sue fonti di ispirazione si sono estese a tutti i generi musicali. I suoi principali rappresentanti sono: St Germain, Étienne de Crécy, Dimitri from Paris, Daft Punk, Alan Braxe, Air, Mr. Oizo, africanhorn (Follow the music),Cassius, Superfunk, Alex Gopher, Benjamin Diamond e Laurent Garnier. Essa ingloba talvolta altri stili musicali, come nel caso del gruppo rock Phoenix. Altri artisti, appartenenti alla cosiddetta seconda generazione, sono ad esempio: Lifelike, Justice, C2C, Kavinsky, Breakbot, M83, Gesaffelstein e The Toxic Avenger.
La caratteristica dominante nei brani French house è l'utilizzo costante dell'effetto "filtro" delle frequenze ed il ricorso a stabs vocali, nonché il campionamento di vecchi dischi funk e disco degli anni settanta e ottanta. La maggior parte dei brani ha una costante di metro 4/4 e con una gamma ritmica di 110-130 battiti per minuto.
Nel 2025 il presidente francese Emmanuel Macron ha proposto di candidare il French Touch come patrimonio culturale immateriale dell’umanità secondo l’Unesco.

## Origini

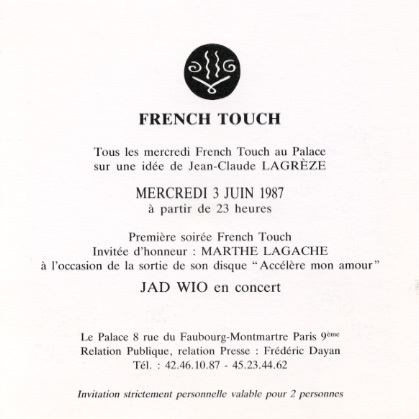
Invito per la prima serata French touch a Parigi il 3 giugno 1987

La denominazione French touch apparì per la prima volta Parigi nel giugno 1987, quando il fotografo delle notti parigine Jean-Claude Lagrèze crea delle serate French touch al Le Palace, facendo scoprire la musica house e i DJ Laurent Garnier, Guillaume la Tortue e David Guetta.
L'espressione è in seguito ripresa nel 1991 sul retro di una giacca creata nel 1991 da Éric Morand per la F Communications e portando l'iscrizione « We Give a French Touch to House » (« Noi diamo un tocco francese alla house »).
I giornalisti inglesi hanno popolarizzato il termine e contribuito alla diffusione del movimento oltre Manica quando, a partire dall'anno 1996, arriveranno delle produzioni di musica elettronica francese in grande quantità.

## Storia e influenze
I generi musicali che più di tutti hanno determinato, con la loro influenza, la nascita della French house sono diversi.
In primis, l'Euro disco e la space disco; quest'ultima in particolare divenne molto popolare in Francia sul finire degli anni settanta, quando salirono alla ribalta artisti come Cerrone, Sarah Brightman, Space e Sheila B. Devotion. Il centro delle produzioni space disco, melodicamente molto simile alla Hi-NRG disco, erano tematicatiche di natura fantascientifiche; la French house ha ripreso, se non altro nei suoni e nelle linee melodiche, gli aspetti fantascientifici della space disco.
La seconda tipologia di musica che ha influenzato la French house fu il P-funk, genere in auge tra la fine degli anni settanta ed i primi anni ottanta che trovò in George Clinton e Bootsy Collins i maggiori esponenti. Ciò è dovuto al fatto che durante l'esplosione della Disco music, in Francia i deejay erano soliti inserire nelle loro tracklist brani di P-Funk assieme a tracce disco; inoltre, il fatto che la band disco statunitense Chic produsse il brano "Spacer" di Sheila B. Devotion, pietra miliare della space disco, determinò nella mente degli appassionati ad una sorta di fusione tra P-Funk e disco per un certo periodo di tempo; un terzo fattore fu il look degli artisti di P-Funk, che erano soliti vestire costumi "spaziali", somigliando in qualche modo a quelli della space disco.
La terza e più recente influenza fu quella dettata dalle produzioni di Thomas Bangalter: i suoi lavori da solista, assieme a quelli come membro dei Daft Punk, ebbero un forte impatto sulla French house tra la metà e la fine degli anni novanta.
I primi esperimenti di French house (ai tempi nota ancora come "Disco House" o "Neu Disco") ottennero un notevole successo sul mercato internazionale tra il 1997 ed il 1999. I Daft Punk, gli Stardust ed i Cassius divennero i primi artisti del genere noti nel mondo e nei loro video fecero chiaramente risaltare le loro radici "space disco".
Il successo di massa venne raggiunto tra il 2000 ed il 2001 grazie alle produzioni di Bob Sinclar, Étienne de Crécy, Modjo, Galleon e David Guetta
Tra il 2006 e il 2009 molti artisti French house hanno spostato la loro attenzione su altri generi musicali, su tutti l'eurodance e l'electro house.
Oggi la french house sta vivendo un ringiovanimento attuato soprattutto da artisti già famosi e noti come Duck Sauce, Martin Solveig, Bob Sinclar Madeon e Phil Weeks.

## Terminologia, origini e variazioni
L'espressione "French house" fu utilizzata per la prima volta dai veejay di MTV UK & Ireland, durante uno speciale di "MTV News" andato in onda nel periodo di Natale 1999; nell'occasione si parlò dell'"esplosione del fenomeno French house" e vennero intervistati Bob Sinclar, gli Air ed i Cassius. Tale special fu quindi trasmesso dalle MTV delle altre nazioni, dando valenza mondiale a tale denominazione.
Prima di tale data, tra il 1996 e la fine del 1999, la "French house" era nota come "neu disco", "disco house" e "new disco".
Durante il 2002, la Disco house divenne un genere indipendente dalla French house, dalla quale si discostò per l'utilizzo di suoni più duri; la French house continuò il suo percorso lungo le strade dell'Eurodisco, abbandonando i suoni e le tematiche della "space disco". L'ultimo tributo al genere space disco fu "World, Hold On (Children of the Sky)" di Bob Sinclar, il cui video era di matrice fantascientifica.